# Cantón las Delicias
Cantón las Delicias es una localidad del estado mexicano de Chiapas. Es parte del municipio de Huixtla.

## Demografía
| Gráfica de evolución demográfica |
|                                  |

| Censo | Población |
| ----- | --------- |
| 1950  | 351       |
| 1960  | 464       |
| 1970  | 468       |
| 1980  | 452       |
| 1990  | 1 130     |
| 2000  | 791       |
| 2010  | 1 062     |
| 2020  | 1 514     |